# Lynn Colella
Pour les articles homonymes, voir Colella.
Lynn Ann Colella, née le 13 juin 1950 à Seattle, est une nageuse américaine, dont la nage principale est le papillon. Elle est la sœur du nageur Rick Colella.

## Carrière
Licenciée au Cascade Swim Club, Lynn Colella dispute les Jeux olympiques de 1972 à Munich (Allemagne de l'Ouest). Elle y remporte la médaille d'argent à l'issue de la finale du 200 mètres papillon.
Elle est aussi médaillée de bronze sur 200 mètres papillon et sur 200 mètres brasse aux Championnats du monde de natation 1973 à Belgrade.